# Oudeschans 39
Oudeschans 39 te Amsterdam is een gebouw aan de Oudeschans in Amsterdam-Centrum.

## Geschiedenis
Straat en gracht Oudeschans is al eeuwen oud. Ze is te zien op de plattegronden van Cornelis Anthonisz. (1544) en Balthasar Florisz. van Berckenrode. De originele bebouwing is grotendeels afgebroken en vervangen door “nieuwbouw”. Dat geldt vermoedelijk ook voor dit gebouw. Het stond in de jaren dertig nog bekend als "pakhuis uit de eerste helft van de 17e eeuw met een fraaie voorgevel". Het gebouw staat op het eveneens eeuwenoude eiland Uilenburg en is een van de weinige gebouwen die aan deze zijde van de Oudeschans overeind bleef staan en saneringen van de buurt overleefde. Zo staat op Oudeschans 35 (nr. 37 bestaat niet meer) een schoolgebouw uit 1892, waarvoor diverse verkrotte woningen plaats moesten maken. Op nr. 41 staat nieuwbouw uit 1938/1939 toen ook daar verkrotte woningen en een school plaats maakten voor woningbouw. Bij die laatste sanering kwam Oudeschans 39 klem te zitten. Er werd voor die nieuwbouw een heel groot bouwblok tegen de vlakte gehaald (Oudeschans-Nieuwe Batavierstraat-Nieuwe Uilenburgerstraat). Het gebouw dat onder monumentenzorg viel raakte vervallen en werd slachtoffer van een baldadige jeugd. Nadat de rook was opgetrokken besloot de gemeente het pand uitgebreid te restaureren, maar kreeg pas in 1940 de financiering rond. Het kreeg dan ook opvallend voor deze buurt jaarstenen Hersteld 1941. Opvallend is dat dit pand dus gerestaureerd werd in het jaar waarin op last van de Duitse bezetter in het buurpand de Joodsche School nr. 1 werd ingericht ten behoeve van Joodsche kinderen en leraren, die elders geen onderwijs meer mochten volgen respectievelijk geven. De kosten voor restauratie (in 1938 geschat op 13.000 gulden) werd gedragen door gemeentelijke en rijkssubsidie, terwijl vermoedelijk ook de provincie Noord-Holland bijdroeg.
Bij het herstel werden bouwonderdelen voor de nieuwe pui gebruikt die (vermoedelijk elders in de wijk) over waren; de trapgevel werd gereconstrueerd. Het gebouw werd op 27 augustus 1870 ingeschreven in het monumentenregister De omschrijving is ronduit karig: "Pand met gevel, versierd met kleine blokjes" (XVIIa, staande voor begin 17e eeuw).  
Het gebouw kende sinds haar bestaan allerlei gebruikers waaronder theehandel, medische artikelen. In 2023 is een strijkstokkenwerkplaats gevestigd.